# Sikies
Sikies (gr. Συκιές) – miasto w Grecji, w regionie Macedonia Środkowa, w jednostce regionalnej Saloniki. Siedziba gminy Neapoli-Sikies. W 2011 roku liczyło 37 753 mieszkańców.